# 3-й Рыбацкий проезд
3-й Рыба́цкий прое́зд — проезд в историческом районе Рыбацкое Невского административного района Санкт-Петербурга. Проходит от Вагонного до 1-го Рыбацкого проезда (фактически — только до 2-го Рыбацкого проезда). Протяжённость — 1520 м[уточнить].

## История
Название присвоено проезду 23 февраля 1987 года.

## География
От Вагонного проезда до вестибюля станции метро «Рыбацкое» 3-й Рыбацкий проезд идёт на северо-восток и у него поворачивает на северо-запад.

## Пересечения
С юга на север (по увеличению нумерации зданий) 3-й Рыбацкий проезд пересекает следующие улицы:
- Вагонный проезд
- 6-й Рыбацкий проезд
- 8-й Рыбацкий проезд (проект)
- 4-й Рыбацкий проезд
- 2-й Рыбацкий проезд
- 1-й Рыбацкий проезд (проект)

## Транспорт
Ближайшие к 3-му Рыбацкому проезду:
- станция метро: «Рыбацкое» (30 м)
- железнодорожная станция: Рыбацкое (90 м)

## Здания и сооружения
- ООО «Завод подъёмно-транспортного оборудования им. С. М. Кирова» — дом 3/Б, литера А
- Производственная база ремонта эскалаторов Объединённых мастерских ГУП «Петербургский метрополитен» — дом 4
- производственные территории
- складское хозяйство